# 纳瓦拉日报

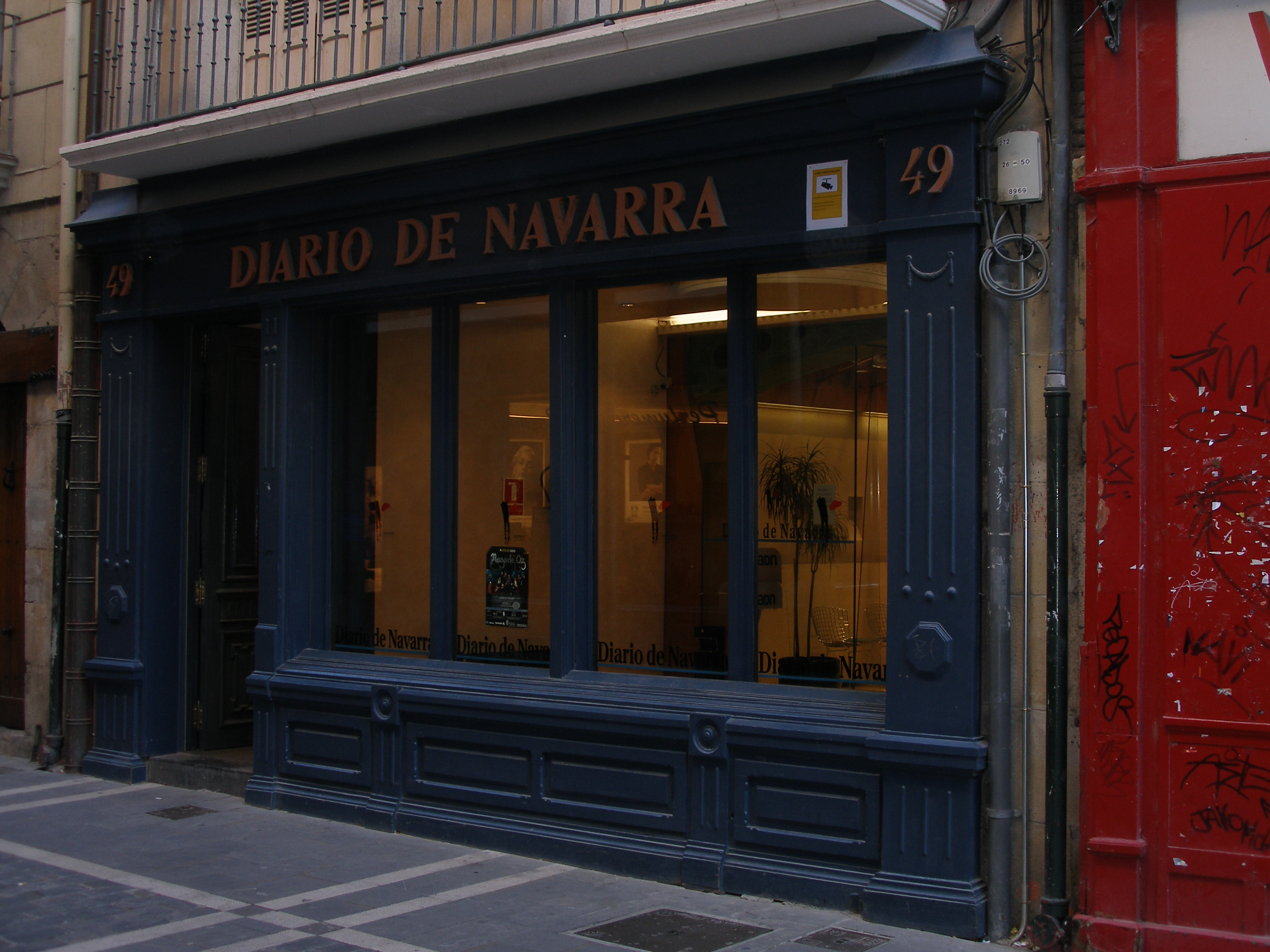
位于納瓦拉萨帕特里亚大街的分社

《纳瓦拉日报》（西班牙語：Diario de Navarra）是西班牙北部納瓦拉地区发行的地区性报纸，总部位于潘普洛納。

## 简介
1903年初由纳瓦拉当地的五个家族联合创刊。报社总部位于潘普洛納。该报的所有者为信息集团，出版商也是同一家。
西班牙民主转型的1970年代，该报主张纳瓦拉继续留在西班牙，并与巴斯克分治。1979年8月22日，巴斯克恐怖组织埃塔试图暗杀该报社主编何塞·哈维尔·乌兰加。另一方面，该报在大多数的报道上持中立的政治立场。

## 发行量
在1993年，《纳瓦拉日报》的发行量为63,312份。 2001年，该报是納瓦拉地区发行量最高的报纸。2003年，它是全国排名第13位的畅销报纸。在2009年至2010年间，发行量保存在49,065份。2011年降至44,000份。